# John Eriksson
John Rune Eriksson (Stoccolma, 12 marzo 1929 – Stoccolma, 24 marzo 2020) è stato un calciatore e allenatore di calcio svedese di ruolo attaccante.

## Carriera

### Club
Ha cominciato la sua carriera con la maglia del Värtans, club in cui ha giocato tra il 1946 e il 1951.
Dal gennaio del 1951 si è trasferito al Djurgården, club della massima serie svedese con cui ha vinto il campionato nelle stagioni 1954-55 e 1959.

### Nazionale
Tra il 1951 e il 1955 ha vestito i panni della nazionale svedese, con l'invidiabile media di nove reti in dieci presenze.
Ha fatto il suo esordio nella gara contro la Finlandia valida per il Campionato nordico 1948-1951, segnando il gol del decisivo 3-2 in rimonta. Tre anni dopo, il 15 agosto 1954, realizzò la sua prima doppietta in nazionale nella goleada contro la  Finlandia per il Campionato nordico 1952-1955. Appena nove giorni più tardi si ripeté nell'amichevole contro l'Islanda: stavolta la sua doppietta fu decisiva per fissare il risultato sul 3-2 finale

## Statistiche

### Cronologia presenze e reti in nazionale
| Cronologia completa delle presenze e delle reti in nazionale ― Svezia | Cronologia completa delle presenze e delle reti in nazionale ― Svezia | Cronologia completa delle presenze e delle reti in nazionale ― Svezia | Cronologia completa delle presenze e delle reti in nazionale ― Svezia | Cronologia completa delle presenze e delle reti in nazionale ― Svezia | Cronologia completa delle presenze e delle reti in nazionale ― Svezia | Cronologia completa delle presenze e delle reti in nazionale ― Svezia | Cronologia completa delle presenze e delle reti in nazionale ― Svezia |
| Data                                                                  | Città                                                                 | In casa | Risultato                                                             | Ospiti                                                                | Competizione                                                          | Reti                                                                  | Note                                                                  |
| --------------------------------------------------------------------- | --------------------------------------------------------------------- | --- | --------------------------------------------------------------------- | --------------------------------------------------------------------- | --------------------------------------------------------------------- | --------------------------------------------------------------------- | --------------------------------------------------------------------- |
| 2-9-1951                                                              | Solna                                                                 | Svezia | 3 – 2                                                                 | Finlandia                                                             | Campionato nordico di calcio                                          | 1                                                                     |                                                                       |
| 8-11-1953                                                             | Bilbao                                                                | Spagna | 2 – 2                                                                 | Svezia                                                                | Amichevole                                                            | 1                                                                     |                                                                       |
| 15-11-1953                                                            | Budapest                                                              | Ungheria | 2 – 2                                                                 | Svezia                                                                | Amichevole                                                            | -                                                                     |                                                                       |
| 15-8-1954                                                             | Helsinki                                                              | Finlandia | 1 – 10                                                                | Svezia                                                                | Campionato nordico di calcio                                          | 2                                                                     |                                                                       |
| 24-8-1954                                                             | Kalmar                                                                | Svezia | 3 – 2                                                                 | Islanda                                                               | Amichevole                                                            | 2                                                                     |                                                                       |
| 8-9-1954                                                              | Mosca                                                                 | [[Nazionale maschile di calcio dell' Unione Sovietica\| Unione Sovietica]] [[File: Flag of the Soviet Union (1936 – 1955).svg\|class=noviewer\| Unione Sovietica (bandiera)\|border\|20x16px]] | 7 – 0                                                                 | Svezia                                                                | Amichevole                                                            | -                                                                     |                                                                       |
| 19-9-1954                                                             | Oslo                                                                  | Norvegia | 1 – 1                                                                 | Svezia                                                                | Campionato nordico di calcio                                          | 1                                                                     |                                                                       |
| 10-10-1954                                                            | Solna                                                                 | Svezia | 5 – 2                                                                 | Danimarca                                                             | Campionato nordico di calcio                                          | 1                                                                     |                                                                       |
| 31-10-1954                                                            | Solna                                                                 | Svezia | 2 – 1                                                                 | Austria                                                               | Amichevole                                                            | 1                                                                     |                                                                       |
| 3-4-1955                                                              | Colombes                                                              | Francia | 2 – 0                                                                 | Svezia                                                                | Amichevole                                                            | -                                                                     |                                                                       |
| Totale                                                                |                                                                       | Presenze | 10                                                                    |                                                                       | Reti                                                                  | 9                                                                     |                                                                       |

## Palmarès

### Club
- Allsvenskan: 2

Djurgarden: 1954-55, 1959

### Nazionale
- Campionato nordico di calcio: 2

1948-1951, 1952-1955